# 中华人民共和国国家卫生健康委员会
中华人民共和国国家卫生健康委员会，标准简称国家卫生健康委，亦简称国家卫健委，是中华人民共和国国务院主管卫生和健康事务的组成部门。
国家卫生健康委员会主要负责拟订国民健康政策，协调推进深化医药卫生体制改革，组织制定国家基本药物制度，监督管理公共卫生、医疗服务、卫生应急，负责计划生育管理和服务工作，拟订应对人口老龄化、医养结合政策措施等。

## 沿革
2018年3月17日，第十三届全国人民代表大会第一次会议通过《第十三届全国人民代表大会第一次会议关于国务院机构改革方案的决定》，批准《国务院机构改革方案》。方案规定：“组建国家卫生健康委员会。将国家卫生和计划生育委员会、国务院深化医药卫生体制改革领导小组办公室、全国老龄工作委员会办公室的职责，工业和信息化部的牵头《烟草控制框架公约》履约工作职责，国家安全生产监督管理总局的职业安全健康监督管理职责整合，组建国家卫生健康委员会，作为国务院组成部门。保留全国老龄工作委员会，日常工作由国家卫生健康委员会承担。民政部代管的中国老龄协会改由国家卫生健康委员会代管。国家中医药管理局由国家卫生健康委员会管理。不再保留国家卫生和计划生育委员会。不再设立国务院深化医药卫生体制改革领导小组办公室。”
2018年3月27日，新组建的国家卫生健康委员会正式挂牌。
2019年3月2日，国务院总理李克强签署第709号国务院令，公布《国务院关于修改部分行政法规的决定》，决定将《化妆品卫生监督条例》中的“卫生行政部门”修改为“化妆品监督管理部门”，规定“各级化妆品监督管理部门行使化妆品卫生监督职责”。
2020年8月31日，根据国家发展改革委《关于全面推开行业协会商会与行政机关脱钩改革的实施意见》（发改体改〔2019〕1063号），原由卫生健康委（含原卫生计生委）主管的中国医学救援协会、中国医院协会等27家行业协会（商会）与国家卫生健康委分离，依法直接登记、独立运行，剥离行政职能，不再设置业务主管单位。取消对其的直接财政拨款，通过政府购买服务等方式支持其发展。
2022年1月24日，根据《中共中央办公厅、国务院办公厅关于调整国家卫生健康委员会职能配置、内设机构和人员编制的通知》，国家卫生健康委员会负责管理国家疾病预防控制局，将下述职责划入国家疾控局：制定并组织落实传染病预防控制规划、国家免疫规划以及严重危害人民健康公共卫生问题的干预措施，制定检疫、监测传染病目录；组织指导传染病疫情预防控制，编制专项预案并组织实施，指导监督预案演练，发布传染病疫情信息，指导开展寄生虫病与地方病防控工作；负责职责范围内的职业卫生、放射卫生、环境卫生、学校卫生、公共场所卫生、饮用水卫生等公共卫生的监督管理，负责传染病防治监督，健全卫生健康综合监督体系；制定传染病医疗机构管理办法并监督实施。国家卫生健康委员会医政医管局更名为医政司，卫生应急办公室（突发公共卫生事件应急指挥中心）更名为医疗应急司，撤销国家卫生健康委员会疾病预防控制局、综合监督局。
2023年3月11日，第十四届全国人民代表大会第一次会议通过《第十四届全国人民代表大会第一次会议关于国务院机构改革方案的决定》，批准《国务院机构改革方案》。方案规定：“完善老龄工作体制。为实施积极应对人口老龄化国家战略，更好发展养老事业和养老产业，推动实现全体老年人享有基本养老服务，把国家卫生健康委员会的组织拟订并协调落实应对人口老龄化政策措施、承担全国老龄工作委员会的具体工作等职责划入民政部。全国老龄工作委员会办公室改设在民政部，强化其综合协调、督促指导、组织推进老龄事业发展职责。中国老龄协会改由民政部代管。” 并同时将中国生物技术发展中心划入国家卫生健康委员会，且将科学技术部的组织拟订科技促进社会发展规划和政策职责分别划入国家发展和改革委员会、生态环境部、国家卫生健康委员会等部门。
2023年9月24日，《中共中央办公厅 国务院办公厅关于调整国家卫生健康委员会职责机构编制的通知》称，“将科学技术部的组织拟订科技促进卫生健康发展规划和政策职责划入国家卫生健康委员会”。

## 职责
根据《国家卫生健康委员会职能配置、内设机构和人员编制规定》、《中共中央办公厅、国务院办公厅关于调整国家卫生健康委员会职能配置、内设机构和人员编制的通知》，国家卫生健康委承担下列职能，
1. 组织拟订国民健康政策，拟订卫生健康事业发展法律法规草案、政策、规划，制定部门规章和标准并组织实施。统筹规划卫生健康资源配置，指导区域卫生健康规划的编制和实施。制定并组织实施推进卫生健康基本公共服务均等化、普惠化、便捷化和公共资源向基层延伸等政策措施。
2. 协调推进深化医药卫生体制改革，研究提出深化医药卫生体制改革重大方针、政策、措施的建议。组织深化公立医院综合改革，推进管办分离，健全现代医院管理制度，制定并组织实施推动卫生健康公共服务提供主体多元化、提供方式多样化的政策措施，提出医疗服务和药品价格政策的建议。
3. 负责卫生应急工作，组织指导突发公共卫生事件的预防控制和各类突发公共事件的医疗卫生救援。
4. 组织拟订并协调落实应对人口老龄化政策措施，负责推进老年健康服务体系建设和医养结合工作。
5. 组织制定国家药物政策和国家基本药物制度，开展药品使用监测、临床综合评价和短缺药品预警，提出国家基本药物价格政策的建议，参与制定国家药典。组织开展食品安全风险监测评估，依法制定并公布食品安全标准。
6. 牵头《烟草控制框架公约》履约工作。
7. 制定医疗机构、医疗服务行业管理办法并监督实施，建立医疗服务评价和监督管理体系。会同有关部门制定并实施卫生健康专业技术人员资格标准。制定并组织实施医疗服务规范、标准和卫生健康专业技术人员执业规则、服务规范。
8. 负责计划生育管理和服务工作，开展人口监测预警，研究提出人口与家庭发展相关政策建议，完善计划生育政策。
9. 指导地方卫生健康工作，指导基层医疗卫生、妇幼健康服务体系和全科医生队伍建设。推进卫生健康科技创新发展。
10. 负责中央保健对象的医疗保健工作，负责党和国家重要会议与重大活动的医疗卫生保障工作。
11. 管理国家中医药管理局，代管中国老龄协会，指导中国计划生育协会的业务工作。
12. 完成党中央、国务院交办的其他任务。

## 机构设置
根据《国家卫生健康委员会职能配置、内设机构和人员编制规定》、《中央编办关于国家卫生健康委员会所属事业单位机构编制的批复》（中央编办复字〔2018〕90号）、《国家卫生健康委员会属（管）单位基本建设管理办法》（国卫规划发〔2018〕7号）、《中央编办关于中国人口宣传教育中心更名等机构编制调整事项的批复》（中编办复字〔2020〕68号）、《中共中央办公厅、国务院办公厅关于调整国家卫生健康委员会职能配置、内设机构和人员编制的通知》，国家卫生健康委设置下列机构：

### 内设机构
- 办公厅
- 人事司
- 规划发展与信息化司
- 财务司
- 法规司
- 体制改革司
- 医政司
- 基层卫生健康司
- 医疗应急司
- 科技教育司
- 药物政策与基本药物制度司
- 食品安全标准与监测评估司
- 老龄健康司
- 妇幼健康司
- 职业健康司
- 人口监测与家庭发展司
- 宣传司
- 国际合作司（港澳台办公室）
- 保健局
- 机关党委（党组巡视工作领导小组办公室）
- 离退休干部局

### 国家卫生健康委管理的国家局
- 国家中医药管理局（副部级）
- 国家疾病预防控制局（副部级）

### 直属事业单位[20]
- 药具管理中心
- 机关服务中心（机关服务局）
- 国家食品安全风险评估中心
- 科学技术研究所
- 中国健康教育中心
- 国家心理健康和精神卫生防治中心[21]
- 妇幼健康中心
- 统计信息中心
- 干部培训中心（国家卫生健康委党校）
- 卫生发展研究中心
- 中国人口与发展研究中心
- 项目资金监管服务中心
- 医疗管理服务指导中心
- 国家医学考试中心
- 医院管理研究所
- 国际交流与合作中心
- 人才交流服务中心
- 能力建设和继续教育中心
- 医药卫生科技发展研究中心
- 中国生物技术发展中心[22][23]
- 国家心血管病中心
- 国家癌症中心
- 职业安全卫生研究中心（煤炭工业职业医学研究中心）
- 人口文化发展中心
- 南京人口国际培训中心
- 生殖健康家庭保健中心
- 北京老年医学研究所（北京医院管理）
- 临床检验中心（北京医院管理）

#### 直属高等学校
- 中国医学科学院（北京协和医学院）[註 2]

#### 直属医院
- 北京医院（含国家卫生健康委北京老年医学研究所、国家卫生健康委临床检验中心）
- 中国医学科学院北京协和医院（北京协和医院、中国医学科学院临床医学研究所）
- 中日友好医院（中日友好临床医学研究所）

### 直属企业单位[20]
- 健康报社有限公司[26]
- 人民卫生出版社有限公司
- 中国人口与健康出版社有限公司（中国人口报、中国卫生）

### 主管社会团体
直属和联系社会团体
- 中国计划生育协会（业务指导）
- 中华医学会
- 中国人口福利基金会
- 中国人口学会

日常管理社会组织
- 中国卫生信息与健康医疗大数据学会
- 中国卫生经济学会
- 中国医院协会
- 中国医师协会
- 中华口腔医学会
- 中国医学影像技术研究会
- 中国老年保健医学研究会
- 中国生命关怀协会
- 中国性学会
- 中国妇幼健康研究会
- 海峡两岸医药卫生交流协会
- 中日医学科技交流协会
- 中德医学协会
- 中国民族卫生协会
- 中国水利电力医学科学技术学会
- 北京协和医学院校友会
- 中国足部反射区健康法研究会
- 中国人口学会
- 中国卫生健康思想政治工作促进会
- 中国癌症基金会
- 中国牙病防治基金会
- 中国初级卫生保健基金会
- 吴阶平医学基金会
- 中国听力医学发展基金会
- 中国器官移植发展基金会
- 中国医药卫生事业发展基金会
- 中国健康促进基金会
- 中国出生缺陷干预救助基金会
- 中华健康快车基金会
- 中华国际医学交流基金会
- 中国医学基金会
- 中国人口福利基金会
- 新探健康发展研究中心

## 国家卫健委属（管）医院
截至2019年4月，国家卫生健康委员会共有44家直属（管理）医院。
其中，北京医院、北京协和医院、中日友好医院为国家卫生健康委直属并监管的医院。其余医院为国家卫生健康委员会管理的事业单位，委管医院预算由国家卫生健康委编列、机构编制事项报中央编办国家事业单位登记管理局备案；自2009年起，对这些医院的监管责任陆续下放到省级，由当地卫生部门属地化监管；上海市、广东省人民政府为其辖区内委属医院提供专项财政拨款。
国家卫生健康委直属医院
- 北京医院
- 中国医学科学院北京协和医院（北京协和医院、中国医学科学院临床医学研究所）
- 中日友好医院（中日友好临床医学研究所）

国家卫生健康委直接监管的医院
- 中国医学科学院阜外医院
- 中国医学科学院肿瘤医院
- 中国医学科学院整形外科医院
- 中国医学科学院血液病医院
- 中国医学科学院皮肤病医院
- 北京大学第一医院
- 北京大学人民医院
- 北京大学第三医院
- 北京大学口腔医院
- 北京大学第六医院
- 吉林大学第一医院
- 吉林大学第二医院
- 吉林大学中日联谊医院
- 吉林大学口腔医院
- 复旦大学附属中山医院（省部共建）
- 复旦大学附属华山医院（省部共建）
- 复旦大学附属儿科医院（省部共建）
- 复旦大学附属妇产科医院（省部共建）
- 复旦大学附属眼耳鼻喉科医院（省部共建）
- 复旦大学附属肿瘤医院（省部共建）
- 山东大学齐鲁医院
- 山东大学第二医院
- 华中科技大学同济医学院附属协和医院
- 华中科技大学同济医学院附属同济医院
- 华中科技大学同济医学院附属梨园医院
- 中南大学湘雅医院
- 中南大学湘雅二医院
- 中南大学湘雅三医院
- 中山大学附属第一医院（省部共建）
- 中山大学孙逸仙纪念医院（省部共建）
- 中山大学附属第三医院（省部共建）
- 中山大学肿瘤防治中心（省部共建）
- 中山大学中山眼科中心（省部共建）
- 中山大学附属口腔医院（省部共建）
- 四川大学华西医院
- 四川大学华西第二医院
- 四川大学华西口腔医院
- 四川大学华西第四医院
- 西安交通大学医学院第一附属医院
- 西安交通大学医学院第二附属医院
- 西安交通大学口腔医院

## 历任领导
| 主任 1. 马晓伟（2018年3月19日－2024年6月28日） 2. 雷海潮（2024年6月28日－） 副主任 1. 崔丽（2018年3月23日－2019年1月29日） 2. 王贺胜（2018年3月23日－2024年9月27日，2020年2月起兼中共湖北省委常委，湖北省卫生健康委员会党组书记、主任；2020年7月24日起兼中共湖北省委常委、湖北省卫健委党组书记；2021年4月起兼国家疾病预防控制局局长、中共湖北省委常委、湖北省卫健委党组书记；2021年5月起兼国家疾病预防控制局局长） 3. 李斌（2018年12月28日－2024年9月12日） 4. 曾益新（2018年3月23日－，兼中央保健委员会副主任，2022年5月明确为正部长级） 5. 于学军（2019年1月29日－2024年9月27日） 6. 雷海潮（2020年11月10日－2024年6月28日） 7. 曹雪涛（2022年9月2日－） 8. 刘金峰（2024年9月12日－） 9. 沈洪兵（2024年9月27日－，兼国家疾病预防控制局局长） 10. 郭燕红（2024年9月27日－） | 党组书记 1. 马晓伟（2018年3月23日－2024年5月6日） 2. 雷海潮（2024年5月6日－） 党组副书记 党组成员 - 崔丽（2018年3月23日－2019年1月29日） - 王贺胜（2018年3月23日－2024年9月27日） - 马奔（2018年3月23日－2021年12月27日，兼中央纪委国家监委驻国家卫生健康委纪检监察组组长） - 李斌（2018年12月－2024年9月） - 曾益新（2018年3月23日－） - 于学军（2019年1月29日－2024年9月27日） - 王建军（2018年3月23日－2022年12月） - 余艳红（2018年6月－，兼国家中医药管理局党组书记、副局长） - 雷海潮（2020年10月－2024年6月） - 滕佳材（2021年12月27日－2023年1月，兼中央纪委国家监委驻国家卫生健康委纪检监察组组长） - 曹雪涛（2022年8月－） - 曲孝丽（2023年9月－，兼中央纪委国家监委驻国家卫生健康委纪检监察组组长） - 刘金峰（2024年9月－） - 沈洪兵（2024年9月－） - 郭燕红（2024年9月－） |

## 驻委纪检监察组
中央纪律检查委员会国家监察委员会驻国家卫生健康委员会纪检监察组，简称中央纪委国家监委驻国家卫生健康委纪检监察组，是中国共产党中央纪律检查委员会、中华人民共和国国家监察委员会设在中华人民共和国国家卫生健康委员会的派驻机构。

### 沿革
2013年，设立中央纪委驻国家卫生计生委纪检组。该纪检组成立后，整合了原先的中央纪委驻卫生部纪检组（监察部驻卫生部监察局）、中央纪委驻国家人口计生委纪检组（监察部驻国家人口计生委监察局）的力量。2014年，正式组建为中央纪委驻国家卫生计生委纪检组（监察部驻国家卫生计生委监察局），是中央纪委监察部派驻机构。2014年12月，中共中央制定出台《关于加强中央纪委派驻机构建设的意见》，为派驻全覆盖确定了时间表和路线图。2015年中共中央《关于全面落实中央纪委向中央一级党和国家机关派驻纪检机构的方案》（中办发〔2015〕55号）撤销监察部驻各单位监察局，中央纪委驻各单位纪检组为对外工作联络的唯一名称，中共中央批准中央纪委对139家中央一级党和国家机关派驻纪检机构全覆盖，共设置47家派驻机构，其中20家为单独派驻机构，27家综合派驻机构负责监督119家单位。中央纪委驻国家卫生计生委纪检组负责综合监督国家卫生计生委、国家食品药品监督管理总局、国家中医药管理局、中国红十字会、中国计划生育协会5家单位。中央纪委驻国家卫生计生委纪检组（以下简称纪检组）由中央纪委直接领导、统一管理，向中央纪委负责并请示报告工作，依据党章党规，围绕监督执纪问责，履行党的纪律检查职能，监督重点对象是国家卫生计生委、国家食品药品监督管理总局、国家中医药管理局、中国红十字会总会、中国计划生育协会5家综合监督单位领导班子及中管干部和司局级干部，着力加强对5家综合监督单位本级机关和直属单位的监督。
2018年深化党和国家机构改革及《中华人民共和国监察法》施行后，调整组建中央纪律检查委员会国家监察委员会驻国家卫生健康委员会纪检监察组，综合派驻国家卫生健康委、国家医疗保障局、国家中医药管理局、国家疾病预防控制局、中国老龄协会、中国红十字会、中国计划生育协会6家单位。

### 历任领导
组长
1. 马奔（2018年3月23日－2021年12月27日）
2. 滕佳材（2021年12月27日－2023年1月）
3. 曲孝丽（2023年9月－）